# CSMA
CSMA (Carrier Sense Multiple Access, ou Acesso múltiplo com detecção de portadora), no estudo de redes de computadores é um protocolo de controle de acesso ao meio que diminui a probabilidade de colisão de quadros (nome dado ao PDU na camada de enlace, também chamado de frame) em redes com múltiplo acesso ao meio.
Quando um host quer transmitir, ele primeiro "ouve" o canal (sensoriamento da portadora) para saber se existe transmissão de dados corrente. Existindo transmissão, aguardará um determinado tempo (que pode ser aleatório ou específico). Se não existir transmissão, então, dependendo da variação do CSMA implementada, ela decidirá pela transmissão ou não.
O CSMA não evita as colisões por completo. Elas ocorrem quando há simultaneidade no sensoriamento do canal, fazendo com que dois ou mais hosts suponham não haver transmissão e as iniciam concomitantemente.
Muitas variações são usadas para aumentar a eficiência do método, como CSMA/CD e CSMA/CA. O CSMA/CD ("Carrier-Sense Multiple Acces with Collision Detection", com detecção de colisão) é usado em redes Ethernet, presente quase todas as redes locais atuais e o CSMA/CA ("Carrier-Sense Multiple Access with Collision Avoidance", com prevenção de colisão) é popular em redes locais sem fio (WLANs).